# Шостачка, Ракові верби
Шостачка, Ракові верби — гідрологічний заказник місцевого значення. Об'єкт розташований на території Шполянського району Черкаської області, село Матусів.
Площа — 47 га, статус отриманий у 1979 році.